# Asado con cuero
El asado con cuero se basa en un procedimiento por el cual se cocina el animal (vaca u oveja), utilizando el mismo cuero como sostén. Con este método, los jugos, y grasa son conservados por el cuero, consiguiendo una carne suave, blanda y flexible de muy buen sabor. Es un plato típico de la tradición gaucha, si bien se ha destacado como una costumbre representativa en el Río de la Plata a nivel gastronómico. El festival del asado con cuero sucede todos los primeros días de abril en la ciudad de Lascano, Uruguay.

## Historia
Luego de los enfrentamientos entre los colonizadores europeos y los habitantes indígenas en la región de la Pampa, sucedió que una importante cantidad de ganado quedó en estado libre y a la deriva ocupando esas tierras. Estos animales constituyeron la fuente principal de alimento para el gaucho.
Al parecer, los indígenas cocinaban la carne con esta técnica pues si debían huir, podían envolver la carne rápidamente montándola sobre un caballo, sin perder las reservas de comida para la tribu.

## Técnica
Algunos consideran este método un auténtico arte que se ha ido perfeccionando con diferentes técnicas.
Luego de la faena, el animal es cortado en cuartos sin quitarle el cuero y se deja orear toda la noche. Posteriormente se prepara el fuego, el cual debe ser lo más intenso posible para obtener una buena cantidad de brasas sobre las cuales se procederá a cocinar la carne.
El animal es puesto sobre la parrilla con los pelos y el cuero hacia arriba, comenzando el proceso muy temprano en la mañana.
La cocción se realiza en una parrilla, aunque en ocasiones se puede utilizar un pincho en el cual se sostiene al animal. Es un proceso que lleva varias horas y es efectuado sobre brasas, a fuego muy lento para lograr una cocción pareja y uniforme sin que la carne se queme.
Se constata que el asado está "a punto" cuando el pelo se desprende sin dificultad.
También se puede dar vuelta la carne para dejar tostar la parte que contiene el pelo, pero esto varía de acuerdo a las costumbres y tradición del lugar.

## Consumo
Es más frecuente en áreas rurales, donde se faena ganado en el lugar, de manera clandestina. En áreas urbanas, es prácticamente imposible de encontrar, ya que se trata de un corte muy inusual en las carnicerías, siendo que éstas reciben las piezas del frigorífico previamente despellejadas. Sin embargo, lo más común para la población urbana, es consumirlo en varios festivales tradicionales, como el ya mencionado festival de Lascano, pero también la Fiesta de la Patria Gaucha, festival de Minas y Abril, etc. También es posible que se consiga en alguna parrillada muy especialida.

## Normativa
Al no ser un corte elaborado por frigoríficos, su origen es prácticamente clandestino y por tanto, procedente de faena clandestina, la cual está penada en Uruguay. La reglamentación, exige que la matanza de animales, se realice únicamente en los frigoríficos habilitados. Esta medida, existe con el fin de evitar la proliferación de zoonosis, provenientes del ganado y prevenir también el abigeato. 
Si bien esto no inhabilita la producción legal, a su vez implica ciertas trabas, que lo vuelven irredituable para el pequeño comerciante, al exigirse permisos y una honerosa intermediación del matadero. Esto es muy notorio para los clubes deportivos del interior, que financian sus actividades mediante donaciones de ganado en pie, los que suelen utilizar, para vender asado con cuero y solventar de esta manera sus gastos. El caso de los festivales, es más variado y la trazabilidad de la venta no es muy cierta, pudiendo ser tanto producto de faena clandestina, como aquella adherida al marco legal. A pesar de esto y por tratarse de un producto tradicional, dicho marco legal no se aplica de forma intensiva. 